# Elizabeth Haydon
Pour les articles homonymes, voir Haydon.
Œuvres principales
- La Symphonie des siècles

Elizabeth Haydon, née en 1965 dans l'État du Michigan, est un auteur américain de fantasy. Elle a écrit deux séries de fantasy, La Symphonie des siècles, qu'elle a commencé en 1999, et une fiction pour adultes et jeunes adultes : The Lost Journals of Ven Polypheme.

## Biographie
Herboriste, harpiste et chanteuse accomplie, Elizabeth Haydon vit sur la côte est des États-Unis. Elle a rédigé Rhapsody, son premier texte de fantasy, en 1999.

## Œuvres

### La Symphonie des siècles

#### SérieLa Trilogie de Rhapsody
1. Rhapsody, Pygmalion, 2006 ((en) Child of Blood, 1999)Publié en France en deux volumes puis réédité en 2015 en un seul volume aux éditions J'ai lu
2. Prophecy, Pygmalion, 2007 ((en) Child of Earth, 2001)Publié en France en deux volumes puis réédité en 2016 en un seul volume aux éditions J'ai lu
3. Destiny, Pygmalion, 2008 ((en) Child of the Sky, 2002)Publié en France en deux volumes

#### SérieThe Middle Books
1. (en) Requiem for the Sun, 2003
2. (en) Elegy for a Lost Star, 2004

#### SérieWar of the Known World
1. (en) The Assassin King, 2006
2. (en) The Merchant Emperor, 2014
3. (en) The Hollow Queen, 2015
4. (en) The Weaver's Lament, 2016

### The Lost Journals of Ven Polypheme
1. (en) The Floating Island, 2006
2. (en) The Thief Queen's Daughter, 2007
3. (en) The Dragon's Lair, 2009
4. (en) The Tree of Water, 2014
5. (en) The Star of the Sea, 2014

### Compendiums
1. (en) ThresholdNouvelle parue dans Légendes II
2. (en) The MerrowNouvelle parue dans Emerald Magic: Great Tales of Irish Fantasy